# ビースト・オブ・バーデン
「ビースト・オブ・バーデン」(Beast of Burden)は、ローリング・ストーンズが1978年に発表した楽曲。

## 概要
基本的にキース・リチャーズによって書かれ、歌詞の大半はレコーディング・スタジオでミック・ジャガーが即興で作っていった。リチャードとロン・ウッドの絡み合うギターを特徴とし、二人のエレクトリック・ギターは何度も重ねて録られている。間奏のソロはウッドが弾いている。
1978年6月9日発売のアルバム『女たち』に収録。同年8月28日にアメリカでシングルカットされ、ビルボードのHot 100で8位を記録した。アルバムの北米版8トラックテープに収められたバージョンは歌詞がところどころ異なり、オリジナルより1分ほど長く5分20秒ある。
ローリング・ストーンズは1981年の北米ツアーでミラクルズの「Going to a Go-Go」をカバー。同曲のライブ・バージョンを1982年6月にシングルとして発表。そのB面に「ビースト・オブ・バーデン」のライブ・バージョンも収めた。同ライブ・バージョンはしばらく聴くことが困難であったが、2005年のコンピレーション・アルバム『レアリティーズ 1971-2003』に収録された。
1978年7月18日にテキサス州フォートワースで行ったコンサートを収録した映像作品『Some Girls: Live in Texas '78』が2011年11月に発売される。同作品に収録され、またボーナス・ディスクには『サタデー・ナイト・ライブ』に出演した際のライブ映像も収録された。

## 評価
ローリング・ストーンの選ぶオールタイム・グレイテスト・ソング500（2004年版）では435位にランクされている。

## レコーディング・メンバー
- ミック・ジャガー - リード・ボーカル、バッキング・ボーカル
- キース・リチャーズ - エレクトリック・ギター、アコースティック・ギター、バッキング・ボーカル
- ロン・ウッド - エレクトリック・ギター、アコースティック・ギター
- ビル・ワイマン - ベース
- チャーリー・ワッツ - ドラムズ